# Abdus Ibrahim
 Abdus Ibrahim est un footballeur américano-éthiopien, né le 15 août 1991.